# Shigeyoshi Mochizuki
Shigeyoshi Mochizuki (jap. 望月重良 Mochizuki Shigeyoshi; ur. 9 lipca 1973 w prefekturze Shizuoka) - były japoński piłkarz występujący na pozycji pomocnika, piętnastokrotny reprezentant kraju. Strzelec decydującej bramki w finale Pucharu Azji w 2000 r.

## Kariera reprezentacyjna
W drużynie narodowej Mochizuki zadebiutował w 1997 r. Dwa lata później znalazł się w kadrze na Copa America. Rok później wystąpił w kolejnej wielkiej imprezie, mianowicie w Pucharze Azji. Jego bramka strzelona w trzydziestej minucie finałowego spotkania przeciwko Arabii Saudyjskiej dała Japonii upragnione zwycięstwo w tym turnieju. Była to jednocześnie jedyna bramka strzelona przez Mochizukiego w drużynie narodowej. Po raz ostatni reprezentacyjny trykot założył w 2001 r.